# Otsoko
 (août 2023).
Otsoko est un personnage ou une créature de la mythologie basque. À lui seul, c'est la personnification du loup.
Otsoa non aipa, han gerta. Ce dicton basque se traduit ainsi « Cite le loup et le loup y apparaîtra. »

## Contexte actuel
Il n'y a pas d'implantations des loups sur les territoires historiques du Pays basque mais le loup utilise les montagnes basques comme zone d'alimentation et n'y séjourne pas. Il entre, fouine, chasse et bat en retraite. Certains ont été vus au massif d'Aralar et d'autres ont déchiqueté jusqu'à 100 bêtes en 2020 dans le massif de Gibillo. Les institutions ont accordé aux pisteurs 14 jours de traque. Mais sans succès car ils ne pouvaient même pas le repérer. Peut-être parce que c'était en février, qui en basque se dit otsaila et dont les universitaires discutent encore pour savoir si cela signifie 'mois du froid' (hotza) ou 'mois du loup' (otsoa).
On dit qu'il y a peu de loups du tunnel de San Adrian aux tourbières de Zuberoa, mais il aurait dû y en avoir. Il y en avait. Sinon, pourquoi les habitants d'Arana, en Alava, offriraient-ils des messes dans l'ermitage d'Elizmendi, alors que commençait la saison de la chasse à la bête qui, devenue chien, puis chien domestique, préféra la liberté et la nuit du hors-la-loi ? des messes étaient dites dans l'ermitage pour protéger les chasseurs des morsures. Pas seulement sur leurs corps, mais aussi dans leurs âmes. Ce que l'on sait, c'est que le loup était toujours en relation avec le deabru (le diable). Et il se peut qu'il ne reste que deux ou trois bêtes parmi les grottes et les rochers, mais peut-être qu'il s'avère qu'en Euskal Herria il y aurait en fait plus de loups-garous ou Gizotso que de loups.

## Légendes
Basajaun est un génie protecteur des troupeaux et veille à ce qu'Otsoko ne s'approche. Dès qu'un orage est menaçant, il crie dans la montagne, afin que les bergers rentrent leurs troupeaux. Les brebis annoncent sa présence en faisant entendre toutes, et de façon simultanée, la musique de leurs sonnailles. 
Les bergers peuvent alors aller se reposer, car ils savent que pendant cette nuit ou cette journée-là, Otsoko ne viendra pas les inquiéter.
Selon la croyance populaire, les sorcières ou sorginak qui se rendent à une fontaine sacrée durant la nuit de la Saint-Jean, au solstice d'été, se transforment en loup et l'eau des fontaines se change en vin.